# Huberia staminodia
Huberia staminodia är en tvåhjärtbladig växtart som beskrevs av José Fernando Andrade Baumgratz. Huberia staminodia ingår i släktet Huberia och familjen Melastomataceae.
Artens utbredningsområde är Peru. Inga underarter finns listade i Catalogue of Life.